# 日塔尼
50°47′25″N 24°24′13″E / 50.79028°N 24.40361°E
日塔尼（烏克蘭語：Житані），是烏克蘭西北部的村莊，隸屬沃倫州的沃洛德米爾區。該村始建於1259年，面積0.51平方公里，2024年該村落人口225。